# War on Cancer
War on Cancer (deutsch Krieg gegen den Krebs) war im Jahr 1971 eine Initiative von US-Präsident Richard Nixon mit dem Ziel, innerhalb der nächsten 25 Jahren eine Heilmöglichkeit für die Krankheit Krebs zu finden.

## Geschichte

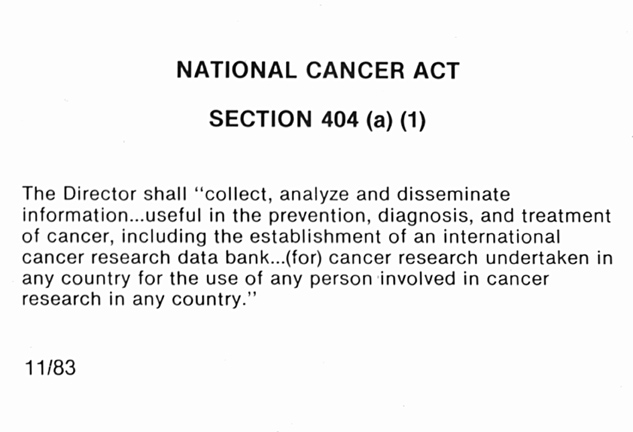
Ausschnitt aus dem National Cancer Act von 1971

Die „War on Cancer“-Initiative begann mit dem Vorschlag Nixons in seiner State of the Union Address (Rede zur Lage der Nation) im Januar 1971, 100 Millionen US-Dollar zusätzlich für das Budget des National Cancer Institute (NCI, Nationales Krebs-Institut) bereitzustellen:
„... I will also ask for an appropriation of an extra $100 million to launch an intensive campaign to find a cure for cancer, and I will ask later for whatever additional funds can effectively be used. The time has come in America when the same kind of concentrated effort that split the atom and took man to the moon should be turned toward conquering this dread disease. Let us make a total national commitment to achieve this goal. America has long been the wealthiest nation in the world. Now it is time we became the healthiest nation in the world. ...“
„... Ich werde die Bereitstellung von zusätzlichen 100 Millionen US-Dollar vorschlagen, um eine intensive Kampagne zur Suche nach einer Heilung für den Krebs zu starten, und ich werde später weitere wie auch immer verfügbare Mittel beantragen. In Amerika ist die Zeit gekommen, mit den gleichen vereinten Anstrengungen, die zur Spaltung des Atoms und zur Landung von Menschen auf dem Mond geführt haben, diese gefürchtete Krankheit zu besiegen. Machen wir uns dieses Ziel zu einer totalen nationalen Verpflichtung. Amerika ist seit langem die reichste Nation der Welt. Es ist jetzt an der Zeit, dass wir das gesündeste Land werden. ...“
Im Oktober des gleichen Jahres wurde im Rahmen seiner Initiative das Army's Fort Detrick in Maryland, bis dahin eine Einrichtung zur Forschung zu Biowaffen, unter dem Namen Frederick Cancer Research and Development Center in ein Krebsforschungszentrum umgewandelt. Am 23. Dezember 1971 unterzeichnete Nixon den National Cancer Act. Er erklärte in diesem Zusammenhang unter anderem:
„... I hope in the years ahead we will look back on this action today as the most significant action taken during my Administration. ...“
„... Ich hoffe, dass wir in den kommenden Jahren auf diese Handlung als die wichtigste meiner Amtszeit zurückschauen werden. ...“
Das im Gesetz formulierte Ziel war, die bestmögliche Unterstützung der Forschung und der Anwendung von Forschungsergebnissen, um die Inzidenz, die Morbidität und die Mortalität von Krebs zu verringern („... Support research and the application of the results of research, to reduce the incidence, morbidity and mortality from cancer ...“). Auch ein Zeitrahmen bis zum Erreichen des Ziels, eine Heilung für den Krebs zu finden, war durch das Gesetz nicht vorgegeben. Das NCI erhielt durch dieses Gesetz eine Sonderstellung und weitreichende finanzielle Autonomie innerhalb der National Institutes of Health (NIH). Die Gesamtausgaben für die Krebsforschung in den USA seit Nixons Erklärung werden auf mehr als 200 Milliarden US-Dollar geschätzt. Im Jahr 2003 wurde das Ziel, eine Heilung für die Erkrankung Krebs zu finden, als „NCI Challenge Goal 2015“ erneuert. Mit diesem als Vision bezeichneten Ziel strebte das NCI die Beseitigung des mit Krebs verbundenen Leidens und Sterbens („Eliminating the Suffering and Death Due to Cancer“) bis zum Jahr 2015 an.